# Arthur E. Imhof

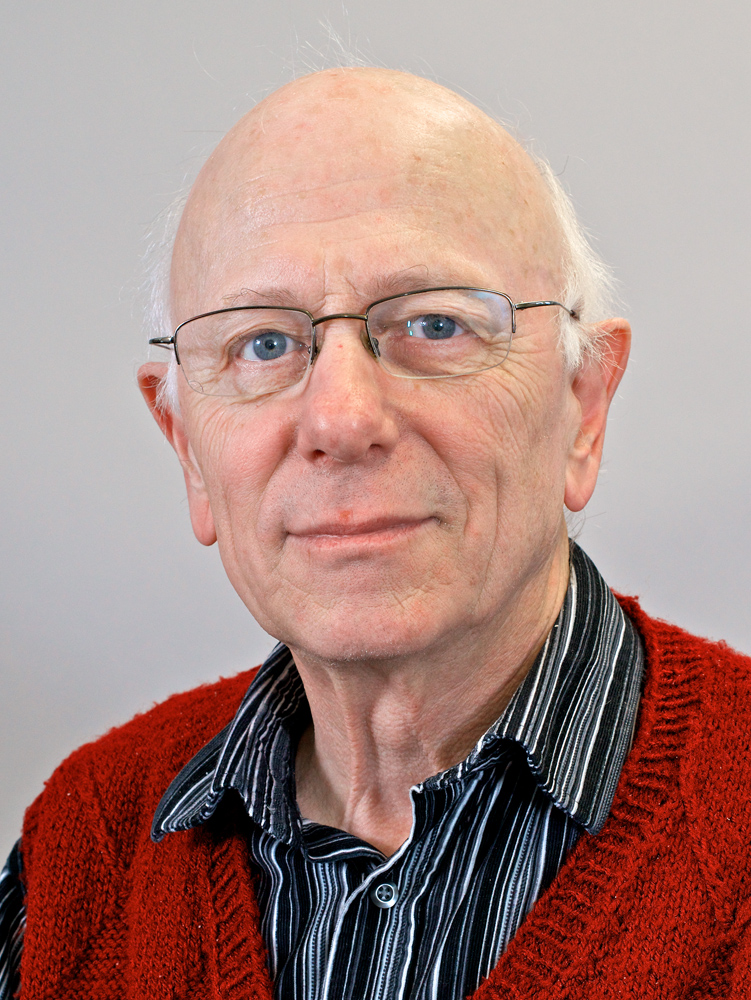
Arthur E. Imhof, 2012

Arthur Erwin Imhof (* 20. April 1939 in Naters, Kanton Wallis) ist ein Schweizer Historiker und Demograf.

## Leben
Imhof studierte Geschichte in Zürich, Brüssel, Paris und Rom. Nach der Promotion zum Doktor der Philosophie in Zürich 1965 wechselte er an die Justus-Liebig-Universität Gießen, wo er sich 1973 habilitierte und eine bis 1975 ausgeübte Dozentur auf Zeit erhielt. Er war von 1975 bis zu seiner Emeritierung 2004 Professor für Geschichte der Neuzeit und Sozialgeschichte am Friedrich-Meinecke-Institut der FU Berlin. 1980 war er Directeur d’études associé à l’Ecole des Hautes Etudes en Sciences Sociales in Paris. Von 1980 bis 1995 hatte er mehrfach Lehraufenthalte an brasilianischen Universitäten. 1981 war er auch Gastprofessor in Großbritannien, Belgien, Australien und Neuseeland.
Imhof beschäftigt sich in seinen zahlreichen Veröffentlichungen auf dem Gebiet der Sozialgeschichte vor allem mit der Bevölkerungsgeschichte, der Lebenszeit und den Lebenserwartungen der Menschen im Laufe der Entwicklung. 
Arthur Imhof war Vizepräsident der Commission Internationale de Démographie und ist Mitglied der Königlich-Norwegischen Akademie der Wissenschaften.

## Schriften (Auswahl)
- Der Friede von Vervins 1598. Keller, Aarau 1966 (Dissertation).
- Bernadotte. Französischer Revolutionsgeneral und schwedisch-norwegischer König. Musterschmidt, Göttingen 1970, ISBN 3-7881-0055-9.
- (Hrsg.):  Historische Demographie als Sozialgeschichte. Zwei Bände. Hessische Historische Kommission, Darmstadt 1975.
- Aspekte der Bevölkerungsentwicklung in den nordischen Ländern 1720–50. Zwei Bände. Francke, Bern 1976.
- (mit Øivind Larsen): Sozialgeschichte und Medizin. Fischer, Stuttgart 1976, ISBN 3-437-10406-3.
- Einführung in die Historische Demographie. C. H. Beck, München 1977, ISBN 3-406-06990-8.
- Historische Demographie und Medizin. In: Berichte der Physikalisch-Medizinischen Gesellschaft zu Würzburg. Neue Folge, Band 86, 1978, S. 167–189.
- (Hrsg.): Biologie des Menschen in der Geschichte. Beiträge zur Sozialgeschichte der Neuzeit aus Frankreich und Skandinavien. Frommann-Holzboog, Stuttgart-Bad Cannstatt 1980, ISBN 3-7728-0702-X.
- (Hrsg.): Mensch und Gesundheit in der Geschichte. Matthiesen, Husum 1980, ISBN 3-7868-4039-3.
- Die gewonnenen Jahre. Von der Zunahme unserer Lebensspanne seit dreihundert Jahren oder von der Notwendigkeit einer neuen Einstellung zu Leben und Sterben. Ein historischer Essay. C. H. Beck, München 1981, ISBN 3-406-08082-0.
- (Hrsg.): Leib und Leben in der Geschichte der Neuzeit. Duncker & Humblot, Berlin 1983, ISBN 3-428-05324-9.
- (Hrsg.): Der Mensch und sein Körper von der Antike bis heute. C. H. Beck, München 1983, ISBN 3-406-09191-1.
- Die verlorenen Welten. Alltagsbewältigung durch unsere Vorfahren. C. H. Beck, München 1984, ISBN 3-406-30270-X.
- Grundzüge der nordischen Geschichte. 2. Aufl. Wissenschaftliche Buchgesellschaft, Darmstadt 1985, ISBN 3-534-05347-8.
- Die Lebenszeit. Vom aufgeschobenen Tod und von der Kunst des Lebens. C. H. Beck, München 1988, ISBN 3-406-33211-0.
- Reife des Lebens. Gedanken eines Historikers zum längeren Dasein. C. H. Beck, München 1988, ISBN 3-406-33120-3.
- Von der unsicheren zur sicheren Lebenszeit. Fünf historisch-demographische Studien. Wissenschaftliche Buchgesellschaft, Darmstadt 1988, ISBN 3-534-04874-1.
- Geschichte sehen. Fünf Erzählungen nach historischen Bildern. Beck, München 1990, ISBN 3-406-34005-9.
- Lebenserwartungen in Deutschland vom 17. bis 19. Jahrhundert. VCH, Weinheim 1990, ISBN 3-527-17708-6.
- Ars moriendi. Die Kunst des Sterbens einst und heute. Böhlau, Wien/Köln 1991, ISBN 3-205-05361-3.
- Im Bildersaal der Geschichte oder: Ein Historiker schaut Bilder an. Beck, München 1991, ISBN 3-406-34969-2.
- Ars vivendi. Von der Kunst, das Paradies auf Erden zu finden. Böhlau, Wien 1992, ISBN 3-205-05425-3.
- (Hrsg.): Leben wir zu lange? Die Zunahme unserer Lebensspanne seit 300 Jahren – und die Folgen. Böhlau, Köln 1992, ISBN 3-412-02991-2.
- Das unfertige Individuum. Böhlau, Köln 1992, ISBN 3-412-02092-3.
- (Hrsg., mit Rita Weinknecht): Erfüllt leben – in Gelassenheit sterben. Geschichte und Gegenwart. Duncker & Humblot, Berlin 1994, ISBN 3-428-07872-1.
- (Hrsg.): Lebenserwartungen in Deutschland, Norwegen und Schweden im 19. und 20. Jahrhundert. Akademie-Verlag, Berlin 1994, ISBN 3-05-002451-8.
- Die Zunahme unserer Lebensspanne seit 300 Jahren und ihre Folgen. Kohlhammer, Stuttgart 1996, ISBN 3-17-014438-3.
- Das prekäre Leben. Leben, Not und Sterben auf Votivtafeln. S. Hirzel, Stuttgart 1998, ISBN 3-7776-0688-X.
- Die Kunst des Sterbens. Wie unsere Vorfahren sterben lernten. S. Hirzel, Stuttgart 1998, ISBN 3-7776-0687-1.